# ソグン・オ・フィヨーラネ県

ソグン・オ・フィヨーラネ県
Sogn og Fjordane fylke

ソグン・オ・フィヨーラネ県（Sogn og Fjordane [ˈsɔŋn ɔ ˈfjuːrɑnə] ( 音声ファイル) ）はかつてノルウェーに存在した県。北から時計回りにムーレ・オ・ロムスダール県、オップラン県、ブスケルー県、ホルダラン県と接していた。ライカンゲル市ハーマンセルが県庁所在地であった。
2020年1月1日にホルダラン県と合併し、ヴェストラン県となった。

## 名称・県章
もともとは1662年に創設されたベルゲヌス県であったが、これは1763年に分割され、1919年まではノール・ベルゲヌス（北部ベルゲヌス）県であった。
ソグン・オ・フィヨラーネの名は1919年に付けられたものである。
ソグンはこの県の名前であり、この県最大のフィヨルド、ソグネフィヨルドにちなんだ名前である。フィヨラーネは純粋にはフィヨルドの意味であり、サンフィヨルドと、ノルフィヨルドのことに言及している。
県章は1983年に制定されたものであり、
三つの水色の谷間はソグネフィヨルド、サンフィヨルド、ノルフィヨルドの三つのフィヨルドを表している。

## 地理
ノルウェー本土で最大の氷河、ヨステダルス氷河がブレヘイメン山地にあり、最も深い湖、ホーニナル湖もこの県にある。
多くの有名な瀧があり、ラムネフォルスフォッセンや、ヨツンヘイム山に位置するヴェティスフォッセンはノルウェーの瀧の中でも規模が大きい。
観光船はこれらの地区の高い山と青々としたフィヨルドの景色を回っている。
人口密度が非常に低く、ソグン・オ・フィヨラーネは水力発電所やアルミニウム加工業もあるものの、農業を主体とした産業が成り立っている。

## 気候
海岸線では山が迫った格好場所が多く、そこから徐々に山は2000m級に達していく。
高い山と深いフィヨルドのため、降水量が非常に多い。
低気圧が西側から入ってくると特に降水が増え、冬は雪が降り積もる

## 特色
ユネスコの世界遺産に登録されているウルネスの木造教会がある。
また、サナネとフォレにはソグン・オ・フィヨラーネ大学のキャンパスがある。

## 行政区画

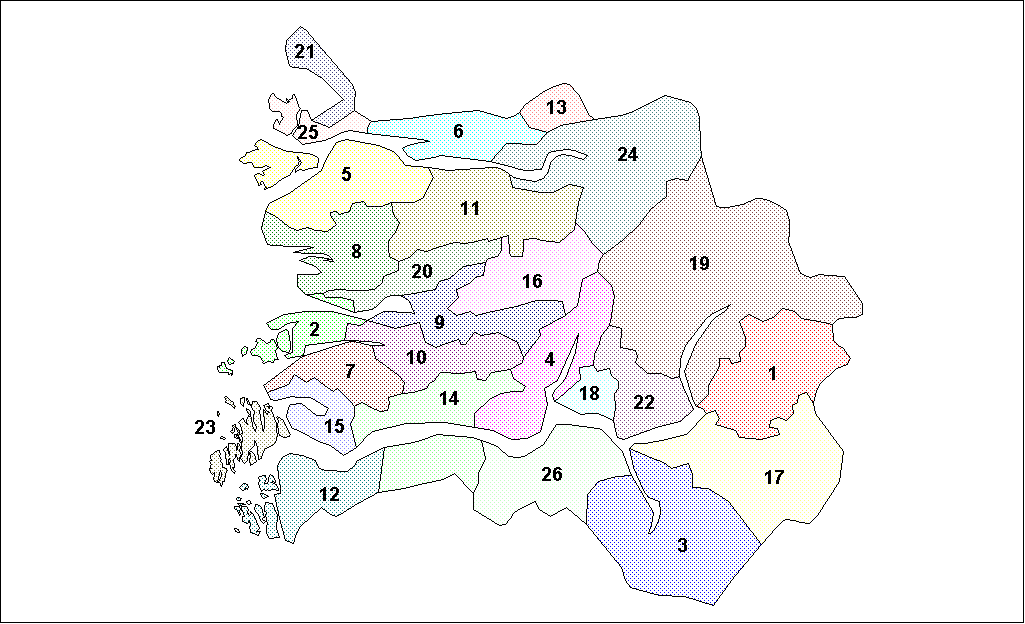
ソグン・オ・フィヨーラネ県の地図

県内は伝統的にソグン、サン、ノルの各フィヨルドの流域に分けられる。このうち、ソグネフィヨルドは全長204kmにおよぶ。全ての基礎自治体にニーノシュクの公式な名称が付けられている唯一の県である。
県内には下記の26の基礎自治体がある。
1. Årdal
2. Askvoll
3. Aurland
4. バレストラン (Balestrand)
5. ブレマンゲル (Bremanger)
6. Eid
7. Fjaler
8. Flora
9. Førde
10. Gaular
11. グロッペン (Gloppen)
12. Gulen
13. ホルニンダール (Hornindal)
14. ヘイヤンゲル (Høyanger)
15. Hyllestad
16. Jølster
17. Lærdal
18. ライカンゲル (Leikanger)
19. Luster
20. Naustdal
21. Selje
22. ソグンダール (Sogndal)
23. Solund
24. Stryn
25. Vågsøy
26. ヴィーク (Vik)